# Fays Bay
Fays Bay ist eine Bucht auf Rottnest Island im australischen Bundesstaat Western Australia. Die Bucht ist ein beliebter Ort zum Schnorcheln und Schwimmen.

## Geografie
Fays Bay ist die nördlichste Bucht auf Rottnest Island. Sie ist 50 Meter tief und öffnet sich nach Nordosten. Östlich der Bucht liegt Longreach Bay, dazwischen liegt der Longreach Point. 170 Meter nordöstlich liegt ein Felsen im Wasser.
Die Bucht hat einen 100 Meter langen, öffentlich zugänglichen Sandstrand. Dieser ist durch Dünen und Kalksteinhügel von den Winden aus Südwesten geschützt.